# 氯酸镍
氯酸镍是一种无机化合物，化学式为Ni(ClO3)2。

## 制备
氯酸镍可以由硫酸镍和氯酸钡的复分解反应得到：
Ba(ClO3)2 + NiSO4 → Ni(ClO3)2 + BaSO4↓

## 物理性质
氯酸镍易溶于水。

## 化学性质
六水合氯酸镍在140℃分解，产生氧化镍和氯化镍，红热下得到氧氯化镍。